# Імплементація
Імплемента́ція (лат. impleo — «наповнюю», «виконую») — здійснення, виконання державою міжнародних правових норм. Кожна держава сама визначає методи та засоби імплементації. У міжнародному договорі також може бути передбачена необхідність видання закону чи іншого акта для його здійснення.
Перетворення норм міжнародного права на норми внутрішньодержавного.

## Міжнародне право
Імплементація міжнародно-правових норм — це сукупність цілеспрямованих організаційно- правових та інституційних заходів, що здійснюються державами індивідуально, колективно чи в рамках міжнародних організацій і спрямовані на реалізацію ними взятих на себе міжнародно-правових зобов'язань.
Необхідно зауважити, що імплементація як процес виконання державою міжнародно-правових норм, відбувається не лише на стадії нормотворчості, а й на стадії реалізації, в тому числі й застосування права.
Оскільки право впливає на суспільні відносини передусім через процес правового регулювання, через динамічний процес здійснення своїх норм, забезпечення справжнього впливу міжнародно-правових норм на суспільне життя є можливим лише за умови прояву реального змісту регулятивних властивостей відповідних норм через процес їх реалізації. У такому випадку здійснення або реалізація — це практичне втілення міжнародно-правових норм у фактичній діяльності суб'єктів міжнародного права.
У теорії права «реалізація юридичних норм — це така поведінка суб'єктів права, яка узгоджується із приписами правових норм та випливає з них (правомірна поведінка), практична діяльність зі здійснення прав і виконання обов'язків» або ж «втілення приписів юридичних норм у життя шляхом правомірної поведінки суб'єктів».
Як вважає А. І. Дмитрієв, з точки зору міжнародного права, варто звернути увагу на визначення реалізації права як «переведення норм права у правомірну поведінку суб'єктів у формі використання прав, що їм належать, виконання обов'язків і дотримання заборон заради задоволення інтересів та потреб адресатів права, досягнення його (права) мети, оскільки таке визначення містить у собі вказівку на форми реалізації права взагалі, застосовні також і до міжнародного права». На думку С. В. Черніченка, діяльність учасників правовідносин з реалізації суб'єктивних прав та обов'язків, які виступають як елементи цих правовідносин, і становитиме, у кінцевому результаті, реалізацію відповідної правової норми.
В. Г. Буткевич визначає реалізацію норм міжнародного права як втілення у життя норм міжнародного права через поведінку (дії або утримання від дій) суб'єктів міжнародного права, їхню діяльність щодо практичного здійснення міжнародно-правових розпоряджень (схожої точки зору дотримуються також С. Ю. Марочкін та В. Я. Суворова). На думку П. Н. Бірюкова, реалізація міжнародно-правових норм — це здійснення учасниками міжнародних правовідносин встановлених у нормах міжнародного права правил.
Однак варто зауважити, що, оскільки норми міжнародного права є лише моделями належної поведінки суб'єктів міжнародного права, лише через здійснення норми права можна досягти відповідності реальних міжнародних відносин створеній для суб'єктів міжнародного права моделі поведінки.
Зокрема, І. І. Лукашук зазначає з цього приводу, що від правильного розв'язання проблеми співвідношення міжнародно-правових норм та практики їх здійснення залежатиме рівень міжнародної законності. У сучасній доктрині та практиці міжнародного права для позначення поняття «здійснення» норм міжнародного права широкого використання набув термін «імплементація» (лат. «implere» — наповнювати, здійснювати, досягати, виконувати; а також англ. «implementation» — здійснення, втілення у життя, виконання, реалізація тощо). У широкому розумінні термін «імплементація» означає «здійснення міжнародно-правових та внутрішньодержавних норм з метою виконання міжнародно-правових, а також створення на міжнародному та внутрішньодержавному рівнях умов для такого здійснення» (із цим визначенням погоджується А. І. Дмитрієв). На думку І. І. Лукашука, у широкому розумінні термін «імплементація» означає усі заходи з реалізації норм міжнародного права, а у вузькому розумінні — здійснення норм міжнародного права у внутрішньодержавній сфері (можуть також використовуватись і такі терміни, як «виконання», «дотримання» тощо).
Сьогодні термін «імплементація» часто трапляється в офіційних документах ООН (у численних резолюціях і рішеннях головних та допоміжних органів ООН), а також інших міжнародних організацій.
Варто зауважити, що деякі дослідники виступали проти використання терміна «імплементація». Приміром, Є. Т. Усенко звужував використання цього терміна до процесу реалізації міжнародно-правових норм спеціально створеними для цього органами імплементації (наприклад, Комісією ООН з міжнародного права, Комісією ООН з прав людини, а також Комітетом з прав людини та ін.) і вважав недоцільним використання згаданого терміна в теорії міжнародного права, оскільки в загальній теорії права вже існує адекватний, на його думку, термін «здійснення».
Схожої точки зору дотримується В. Г. Буткевич, який віддає перевагу використанню терміна «реалізація норм міжнародного права», оскільки, на його думку, відсутність одностайності щодо термінологічного визначення зумовлена переплутуванням форм, способів, засобів, стадій реалізації норм міжнародного права тощо. Однак у цьому випадку не йдеться про проблему змішування понять, оскільки імплементація норм міжнародного права відрізняється від реалізації норм національного права. А. С. Гавердовський, наприклад, вбачає в імплементації норм міжнародного права «цілеспрямовану організаційно-правову діяльність держав, яка проводиться індивідуально, колективно або у рамках міжнародних організацій з метою своєчасної, всебічної та повної реалізації зобов'язань, прийнятих державами відповідно до міжнародного права».
Таким чином імплементація норм міжнародного права має такі властивості:
— по-перше, це процес, що здійснюється на міжнародному і внутрішньодержавному рівнях;
— по-друге, полягає у поєднанні правотворчої та організаційної діяльності держав у процесі реалізації норм міжнародного права;
— по-третє, передбачає створення відповідного механізму (на міжнародному та внутрішньодержавному рівнях).
Механізм імплементації міжнародно-правових норм охоплює певну сукупність правових та інституційних засобів, які використовуються суб'єктами міжнародного права на міжнародному та національному рівнях, з метою реалізації приписів норм міжнародного права. Своєю чергою, міжнародно-правові засоби, які регулюють процес імплементації, та міждержавні інститути, які входять у міжнародну підсистему імплементації, формують міжнародний організаційно-правовий механізм, імплементації.
Відповідно, створені на основі міждержавних угод універсальні, регіональні та субрегіональні (локальні) міжнародні організації, спеціалізовані установи та допоміжні органи, які володіють повноваженнями (згідно з положеннями їх установчих актів) безпосередньо чи опосередковано брати участь в імплементації норм міжнародного права у конкретній сфері регулювання, а також неурядові організації (зокрема, МНУО), які здатні специфічними методами сприяти імплементації міжнародно-правових норм у відповідній сфері регулювання, формують міжнародну підсистему імплементації.
Міжнародна та внутрішньодержавна підсистеми імплементації спільно формують «міжнародну систему імплементації».
Сутність механізму імплементації норм міжнародного права виявляється передусім у змісті діяльності його структурних елементів (правового та інституційного) і визначає такі види діяльності: а) правотворча діяльність; б) організаційна й оперативно-виконавча діяльність; в) контрольна діяльність тощо.